# Stazione di Iscra
La stazione di Iscra è una stazione ferroviaria situata nel comune di Illorai, posta lungo la ferrovia Macomer-Nuoro.

## Storia

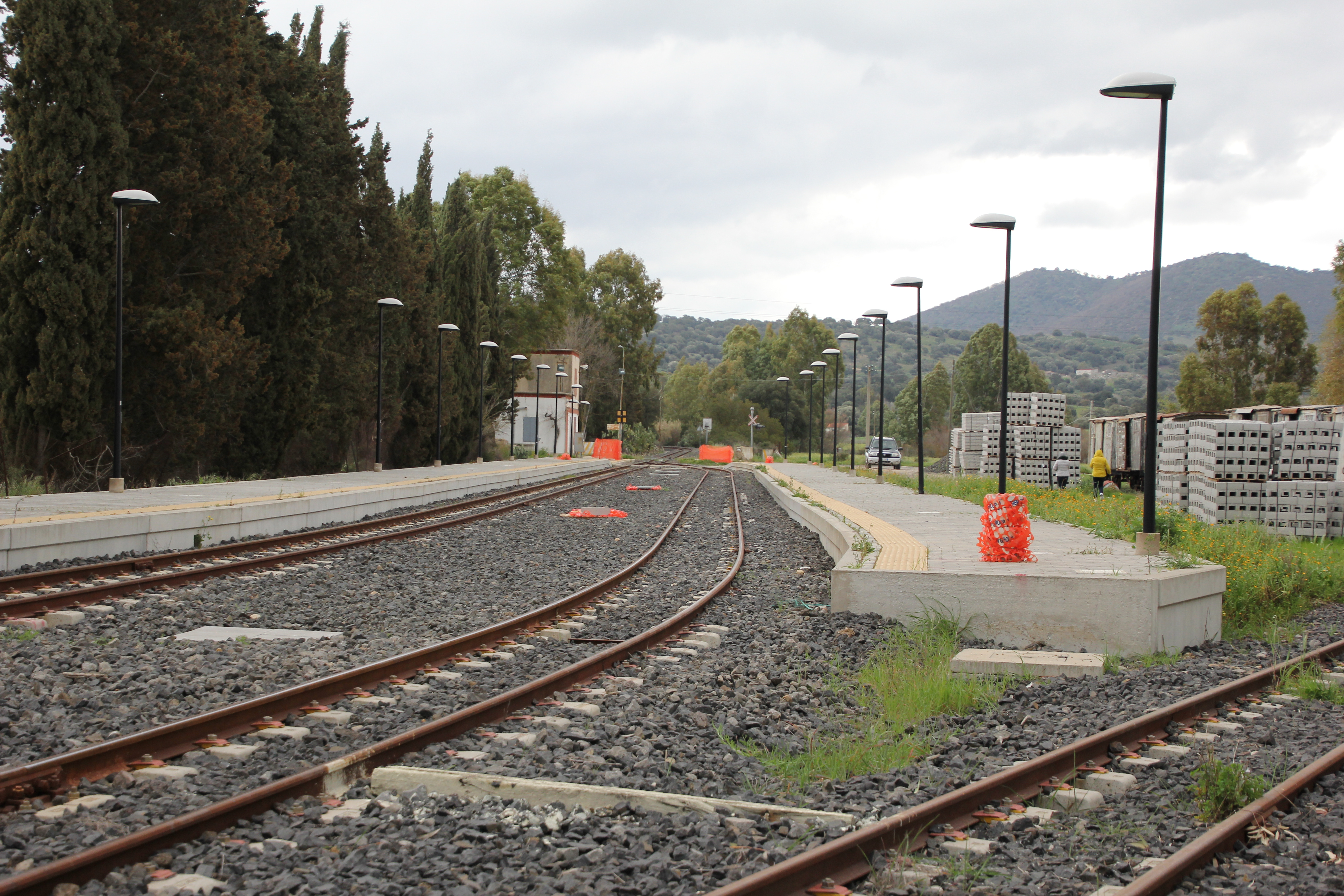
L'impianto è stato ristrutturato nei primi anni 2010

La stazione venne realizzata dalle Ferrovie Complementari della Sardegna nella prima metà del Novecento, e risultava in uso nel 1938.
Dalla gestione FCS passò in seguito alle Ferrovie della Sardegna nel 1989 e all'ARST nel 2010; in quello stesso anno l'intera linea fu chiusa sino al 2012 per lavori di ammodernamento di tracciato e scali, che riguardarono anche la stazione.

## Strutture e impianti

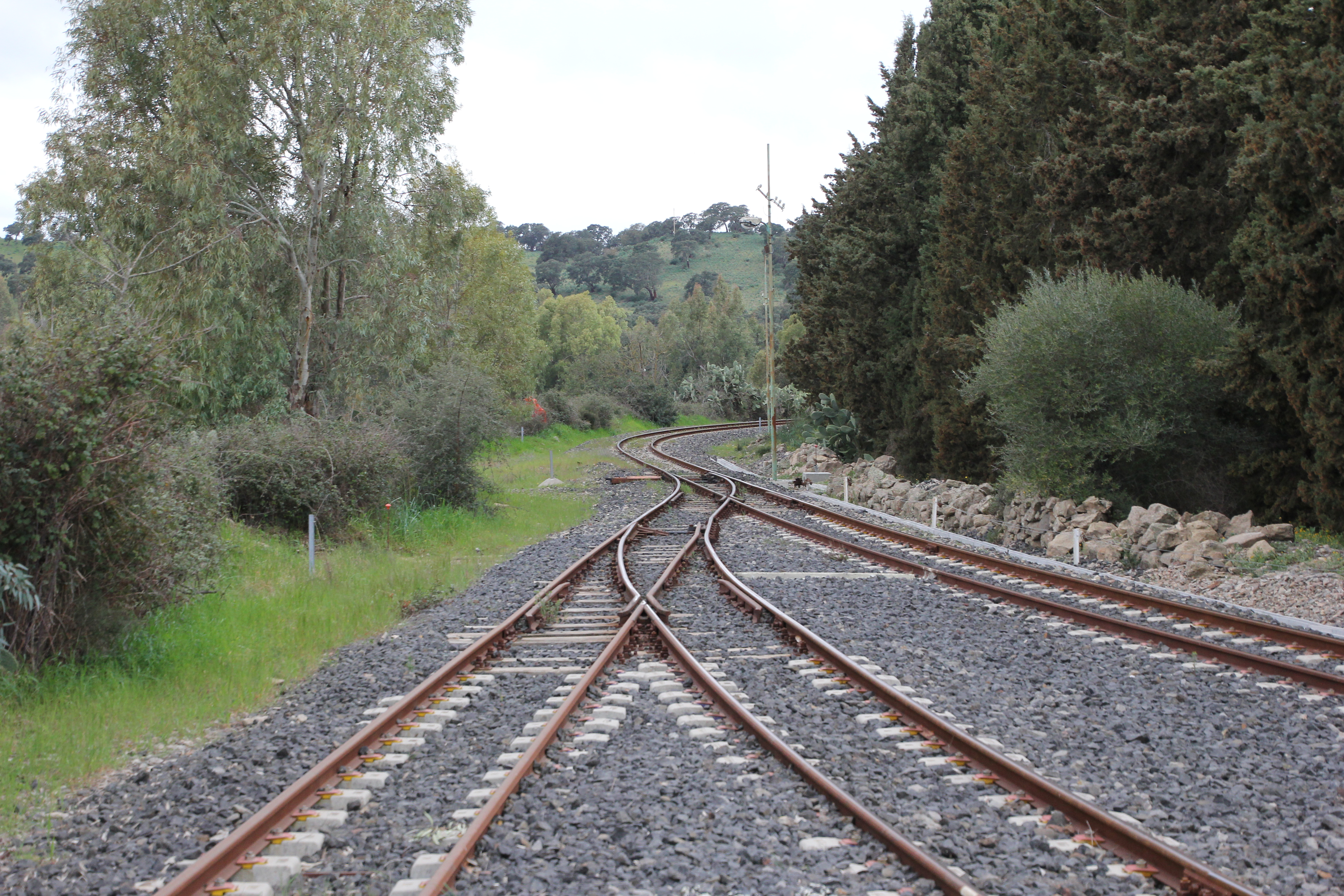
I binari dell'impianto, con sulla destra quello di corsa, da cui si diramano quello di incrocio (al centro) ed il tronchino (a sinistra)

Posta a circa cinque chilometri a sud-est dell'abitato di Illorai, a circa 400 metri dal fiume Tirso e dall'omonimo rifornitore (attivo come fermata negli anni trenta), quella di Iscra è una stazione passante il cui piano del ferro dal 2012 presenta una configurazione con tre binari a scartamento da 950 mm, di cui il primo di corsa ed il secondo passante dotati ognuno di una banchina, queste ultime poste ai margini del sedime. Il terzo binario si dirama anch'esso dal primo e termina tronco in quella che era l'area merci dello scalo (situata a sud del terminal viaggiatori), che in passato era dotata anche di altri tronchini ed in origine anche di un terzo binario passante.
Nell'impianto (impresenziato) è presente un fabbricato viaggiatori (chiuso al pubblico), una costruzione a pianta rettangolare con una parte centrale a due piani e due corpi laterali estesi sul solo piano terra.

## Movimento
La stazione è servita dai treni dell'ARST operativi lungo la Macomer-Nuoro: i due capolinea sono anche i centri maggiori raggiungibili dalle relazioni interessanti l'impianto, che è anche scalo terminale di alcuni collegamenti. Le relazioni vengono espletate nei giorni feriali, mentre nelle domeniche e nei festivi non vengono effettuati treni, in luogo dei quali vengono svolte alcune autocorse sostitutive.

## Servizi

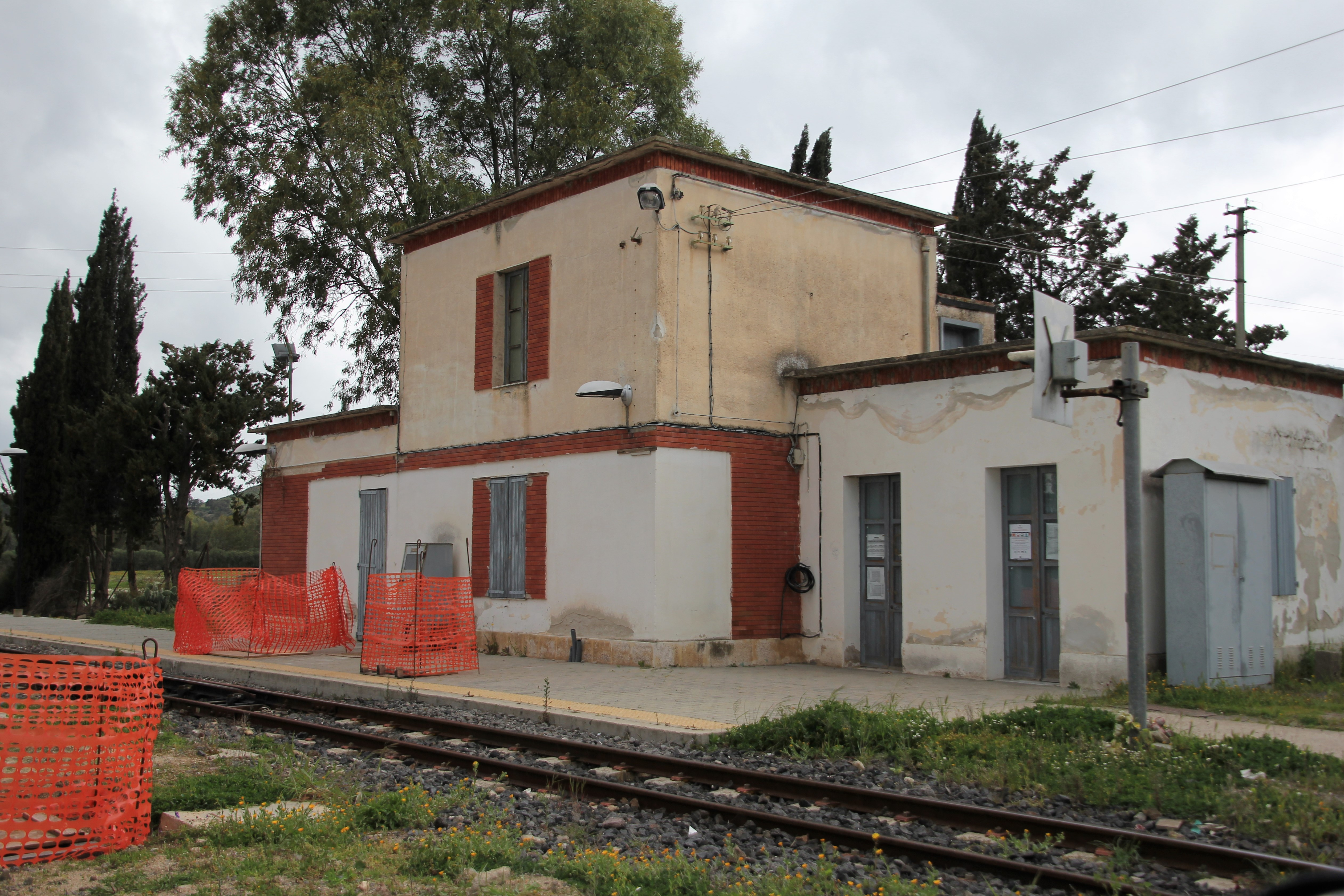
Il fabbricato viaggiatori, chiuso al pubblico

Nell'impianto sono presenti i servizi igienici, sebbene non più a disposizione dell'utenza.

## Interscambi
Lungo la strada che lambisce la stazione è presente una fermata delle autolinee dell'ARST, che effettuano il collegamento con vari centri del territorio circostante, tra cui Illorai e i comuni serviti in passato dalla dismessa ferrovia Tirso-Chilivani.
- Fermata autobus